# Veronica hookeri
Veronica hookeri är en grobladsväxtart som först beskrevs av John Buchanan, och fick sitt nu gällande namn av Garn.-jones. Veronica hookeri ingår i släktet veronikor, och familjen grobladsväxter. Inga underarter finns listade i Catalogue of Life.